# Campionato sudamericano maschile under 17 di calcio
Il Campionato sudamericano Under-17 (noto anche come Sudamericano Sub-17) è un torneo calcistico con cadenza biennale organizzato dalla CONMEBOL e riservato alle squadre nazionali sudamericane composte da giocatori di età inferiore o uguale a 17 anni. Il Brasile detiene il primato di vittorie nel torneo (14).
La competizione nacque nel 1985 come torneo di qualificazione all'appena istituito campionato mondiale di calcio Under-16, oggi campionato mondiale di calcio Under-17. Le prime tre edizioni (1985, 1986, 1988) fu riservata a nazionali Under-16, poi il limite d'età fu portato ai 17 anni.

## Albo d'oro
| Anno | Ospitante |           | Vincitore | Secondo posto | Terzo posto |
| ---- | --------- | --------- | --------- | ------------- | ----------- |
| 1985 | Argentina | Argentina | Brasile   | Ecuador       |             |
| 1986 | Perù      | Bolivia   | Brasile   | Ecuador       |             |
| 1988 | Ecuador   | Brasile   | Argentina | Colombia      |             |
| 1991 | Paraguay  | Brasile   | Uruguay   | Argentina     |             |
| 1993 | Colombia  | Colombia  | Cile      | Argentina     |             |
| 1995 | Perù      | Brasile   | Argentina | Uruguay       |             |
| 1997 | Paraguay  | Brasile   | Argentina | Cile          |             |
| 1999 | Uruguay   | Brasile   | Paraguay  | Uruguay       |             |
| 2001 | Perù      | Brasile   | Argentina | Paraguay      |             |
| 2003 | Bolivia   | Argentina | Brasile   | Colombia      |             |
| 2005 | Venezuela | Brasile   | Uruguay   | Ecuador       |             |
| 2007 | Ecuador   | Brasile   | Colombia  | Argentina     |             |
| 2009 | Cile      | Brasile   | Argentina | Uruguay       |             |
| 2011 | Ecuador   | Brasile   | Uruguay   | Argentina     |             |
| 2013 | Argentina | Argentina | Venezuela | Brasile       |             |
| 2015 | Paraguay  |           | Brasile   | Argentina     | Ecuador     |
| 2017 | Cile      |           | Brasile   | Cile          | Paraguay    |
| 2019 | Perù      |           | Argentina | Cile          | Paraguay    |
| 2023 | Ecuador   |           | Brasile   | Ecuador       | Argentina   |
| 2025 | Colombia  |           | Brasile   | Colombia      | Venezuela   |

## Vittorie per squadra
| Squadra   | Vittorie                                                                                | Secondi posti                          | Terzi posti                      | Quarti posti               |
| --------- | --------------------------------------------------------------------------------------- | -------------------------------------- | -------------------------------- | -------------------------- |
| Brasile   | 14 (1988, 1991, 1995, 1997, 1999, 2001, 2005, 2007, 2009, 2011, 2015, 2017, 2023, 2025) | 3 (1985, 1986, 2003)                   | 1 (2013)                         | 1 (1993)                   |
| Argentina | 4 (1985*, 2003, 2013*, 2019)                                                            | 6 (1988, 1995, 1997, 2001, 2009, 2015) | 5 (1991, 1993, 2007, 2011, 2023) | 2 (1986, 1999)             |
| Colombia  | 1 (1993*)                                                                               | 2 (2007, 2025*)                        | 2 (1988, 2003)                   | 3 (2005, 2009, 2017)       |
| Bolivia   | 1 (1986)                                                                                | —                                      | —                                | —                          |
| Uruguay   | —                                                                                       | 3 (1991, 2005, 2011)                   | 3 (1995, 1999*, 2009)            | 2 (2003, 2013)             |
| Cile      | —                                                                                       | 3 (1993, 2017*, 2019)                  | 1 (1997)                         | 4 (1985, 1991, 1995, 2025) |
| Paraguay  | —                                                                                       | 1 (1999)                               | 3 (2001, 2017, 2019)             | 3 (1988, 1997*, 2015*)     |
| Venezuela | —                                                                                       | 1 (2013)                               | 1 (2025)                         | 2 (2001, 2023)             |
| Ecuador   | —                                                                                       | 1 (2023*)                              | 4 (1985, 1986, 2005, 2015)       | 2 (2011*, 2019)            |
| Perù      | —                                                                                       | —                                      | —                                | 1 (2007)                   |

* = Come paese ospitante

## Statistiche complessive
| Pos. | Squadra   | G   | V  | N  | P  | RF  | RS  | DR   | Punti |
| ---- | --------- | --- | -- | -- | -- | --- | --- | ---- | ----- |
| 1    | Brasile   | 127 | 86 | 27 | 14 | 318 | 111 | +207 | 286   |
| 2    | Argentina | 118 | 63 | 29 | 26 | 221 | 116 | +105 | 218   |
| 3    | Uruguay   | 103 | 50 | 21 | 32 | 188 | 118 | +70  | 171   |
| 4    | Colombia  | 107 | 42 | 31 | 34 | 149 | 129 | +20  | 157   |
| 5    | Paraguay  | 95  | 36 | 22 | 37 | 150 | 155 | -5   | 130   |
| 6    | Ecuador   | 97  | 31 | 22 | 44 | 132 | 156 | -24  | 115   |
| 7    | Cile      | 89  | 25 | 23 | 41 | 123 | 150 | -27  | 98    |
| 8    | Perù      | 81  | 17 | 15 | 49 | 89  | 159 | -70  | 66    |
| 9    | Venezuela | 87  | 14 | 19 | 54 | 79  | 208 | -129 | 61    |
| 10   | Bolivia   | 78  | 16 | 12 | 50 | 78  | 215 | -137 | 60    |